# Alta via n. 3
L'alta via n. 3 (in tedesco Höhenweg Nr. 3), la via dei camosci, è un'alta via situata sulle Dolomiti che parte dal Villabassa e arriva a Longarone, nella valle del Piave, tra le province di Bolzano e Belluno, in Italia. Ideata da Mario Brovelli e Bruno Tolot CAI-BL nel 1975. Ci Sono stati impiegati circa 10 giorni per concluderla, per un totale di circa 120 km, e un dislivello totale di circa 6000 metri. Questo itinerario attraversa 5 gruppi montuosi:
- Picco di Vallandro
- Monte Piana
- Monte Cristallo
- Sorapiss
- Pelmo
- Monte Rite
- Sasso di Bosconero

La via è soprannominata via dei Camosci, in quanto lungo i sentieri è possibile incontrare molte tracce di camosci alpini, se non incontrarne alcuni esemplari di persona. Il punto più alto che si incontra è sulla forcella Ciadìn del Lòudo, nel gruppo del Sorapiss, a 2378 m.

## Itinerario

### Giorno 1. Villabassa - Rifugio Vallandro

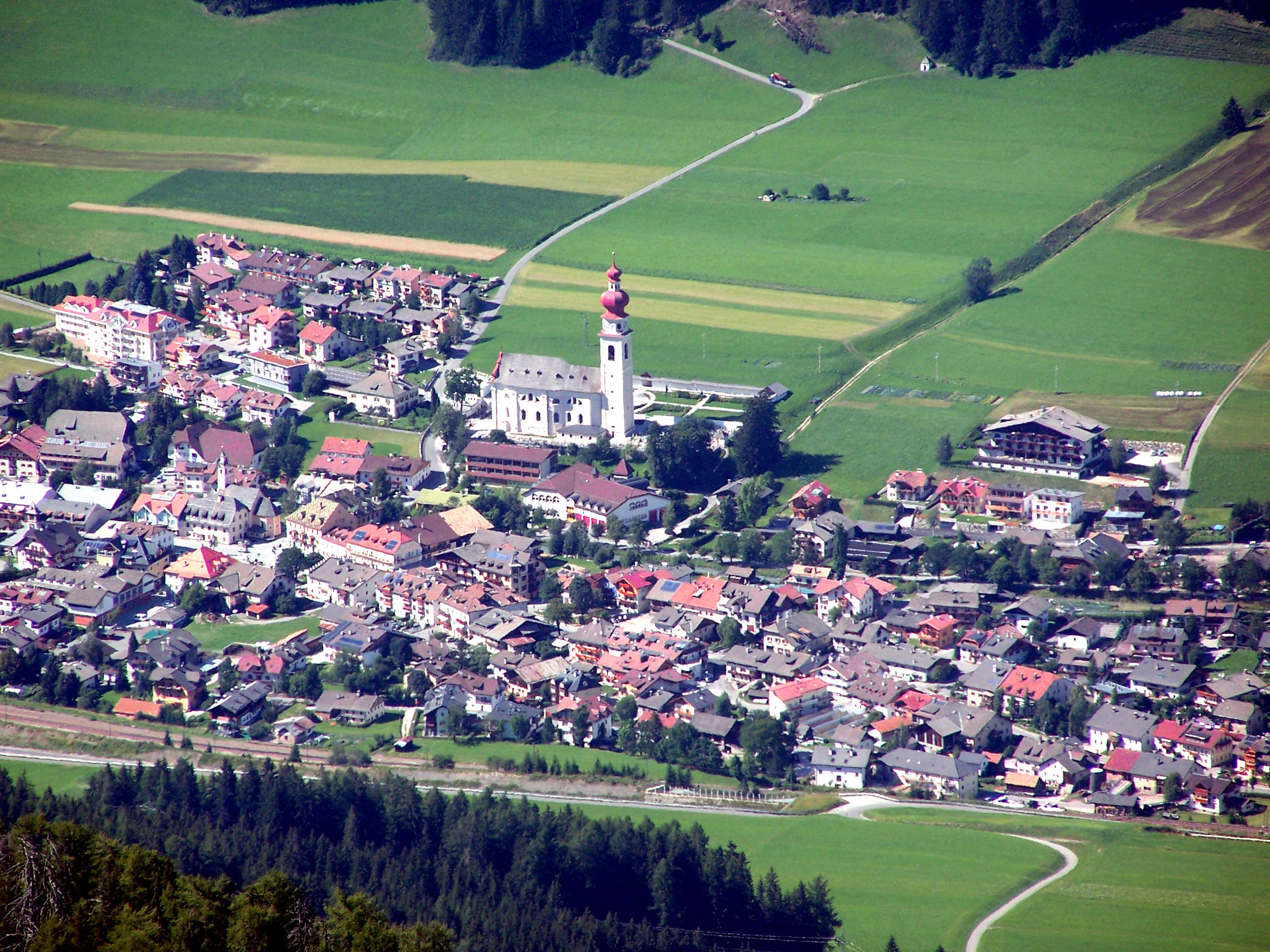
Villabassa

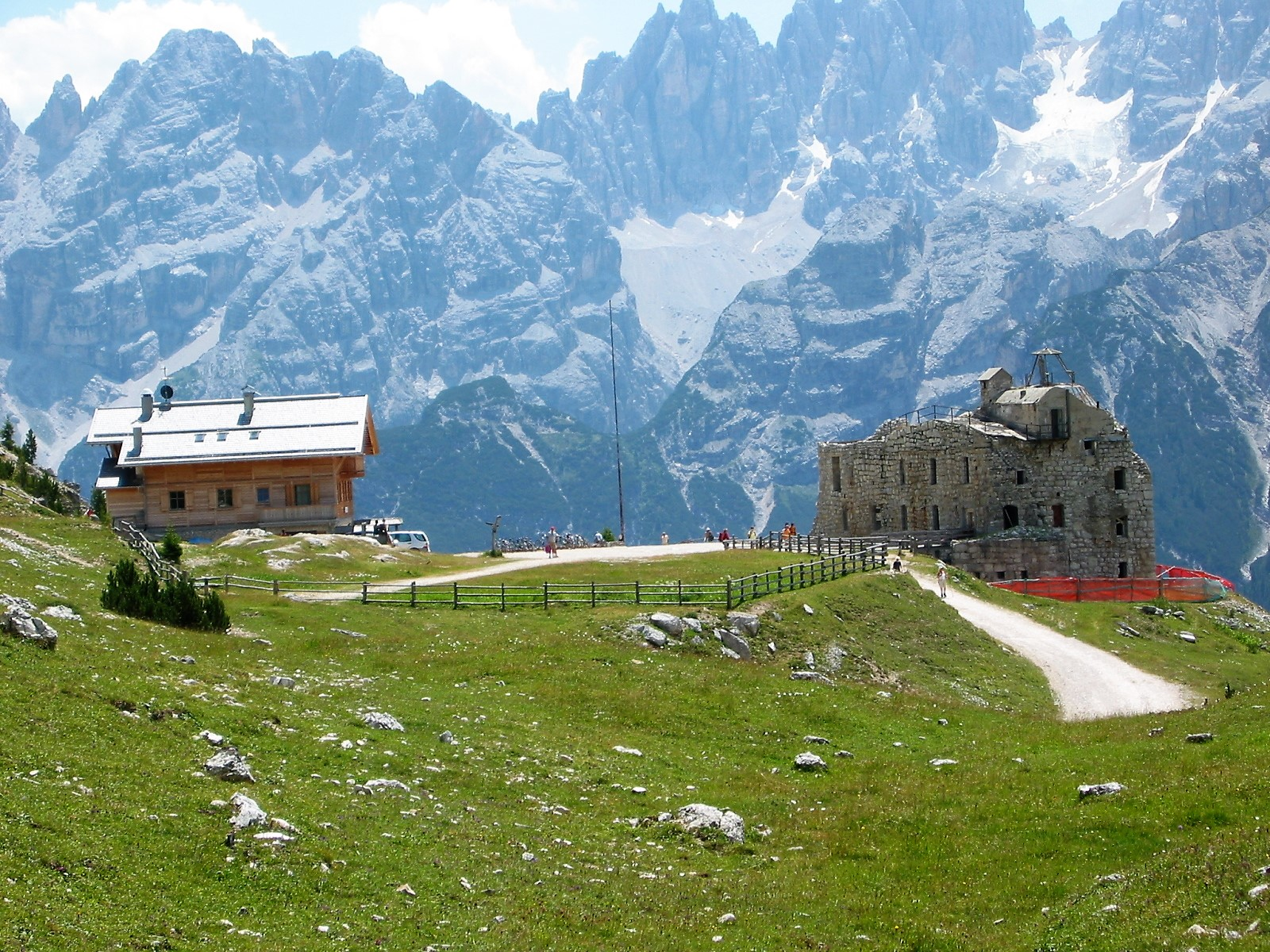
Rifugio Vallandro

Questo tragitto si percorre in 8 ore, con un dislivello di 1500 m in salita e di 620 m in discesa.
Villabassa (Niederdorf) è un paese della val Pusteria, a 1153 m, raggiungibile dalla strada Statale 49 delle Dolomiti o in ferrovia sulla linea ferroviaria della Pusteria.
A est del paese si prende la strada con il segnavia 27, che porta ai Bagni di Maia (Bad Maistatt). Dal ponte sul Rio Grau si sale sulla sinistra, con il sentiero n. 15, fino a raggiungere la malga Pozzo, a 1743 m. Fin qui due ore di cammino.
Dalla malga si prende il sentiero 16 a est, che giunge al passo Suis (2013 m), ai piedi del monte Serla. Prima del passo si prende il sentiero 33, che proseguendo in direzione sud raggiunge la forcella Serla (2229 m). Fin qui un'altra ora.
Da qui si discende fino al passo Serla (2099 m), e poi si risale fino alla forcella Flodighe (2163 m). Da qui, lasciando il sentiero 33, si segue un sentiero (non numerato) che traversa la forcella Vallettìna (2171 m) da cui si raggiunge la forcella della Chiesa (2280 m).
Seguendo il sentiero, si discende un po', risalendo di nuovo sul versante opposto. Da qui il sentiero procede comodamente e successivamente si arriva alle pendici del Picco di Vallandro, e da qui l'albergo Prato Piazza (1991 m) e l'albergo Croda Rossa.
In due chilometri si raggiunge il rifugio Vallandro (2040 m), dove si trova il forte Prato Piazza. Il rifugio è aperto tutto l'anno.
Attenzione: dopo le frane del 4 e 5 agosto 2017 il sentiero risulta interrotto in numerosi passaggi di cui almeno tre assai pericolosi anche con l'impiego di attrezzatura specifica.

### Giorno 2. Rifugio Vallandro - Rifugio Vandelli

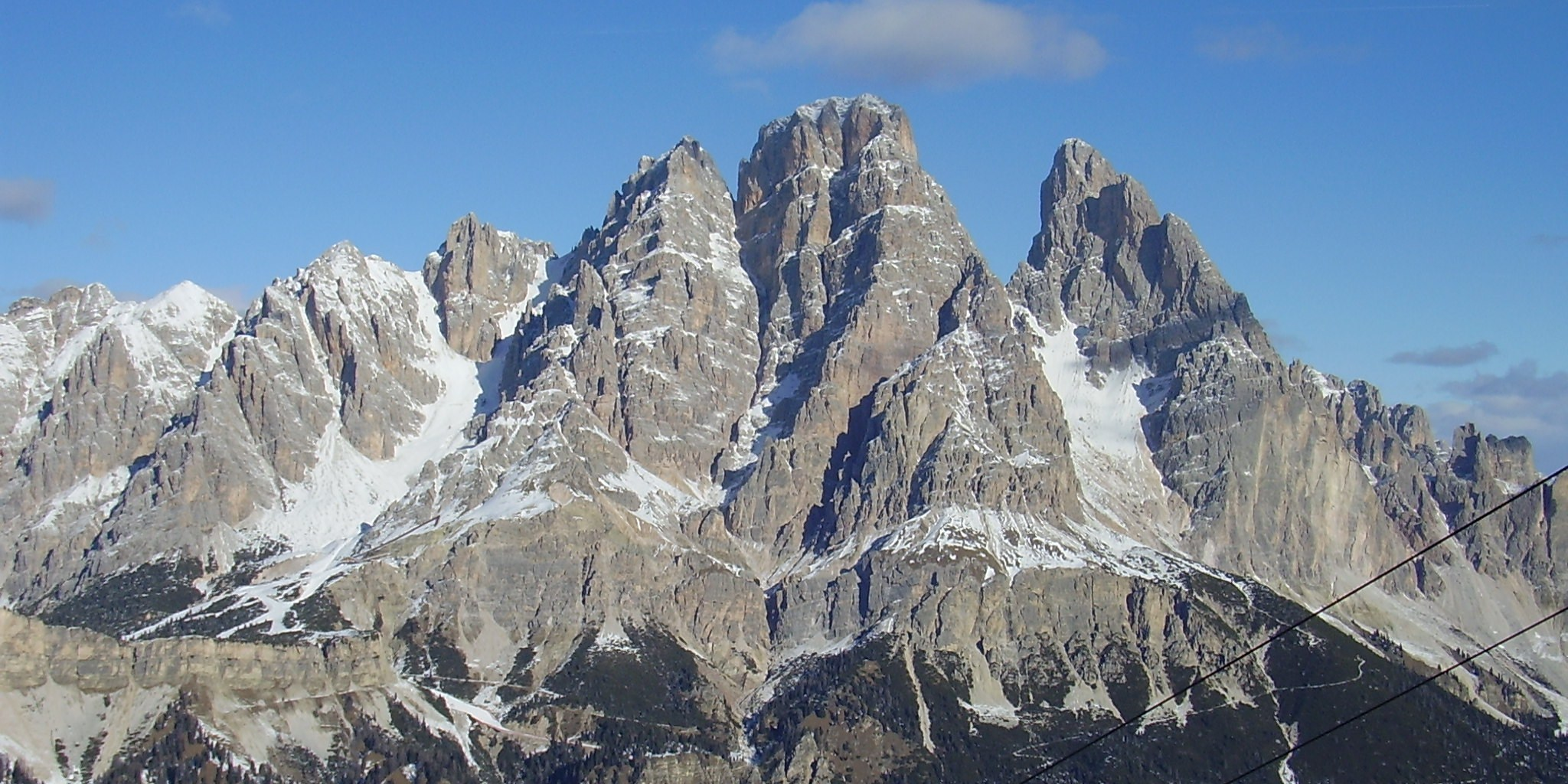
Il Monte Cristallo

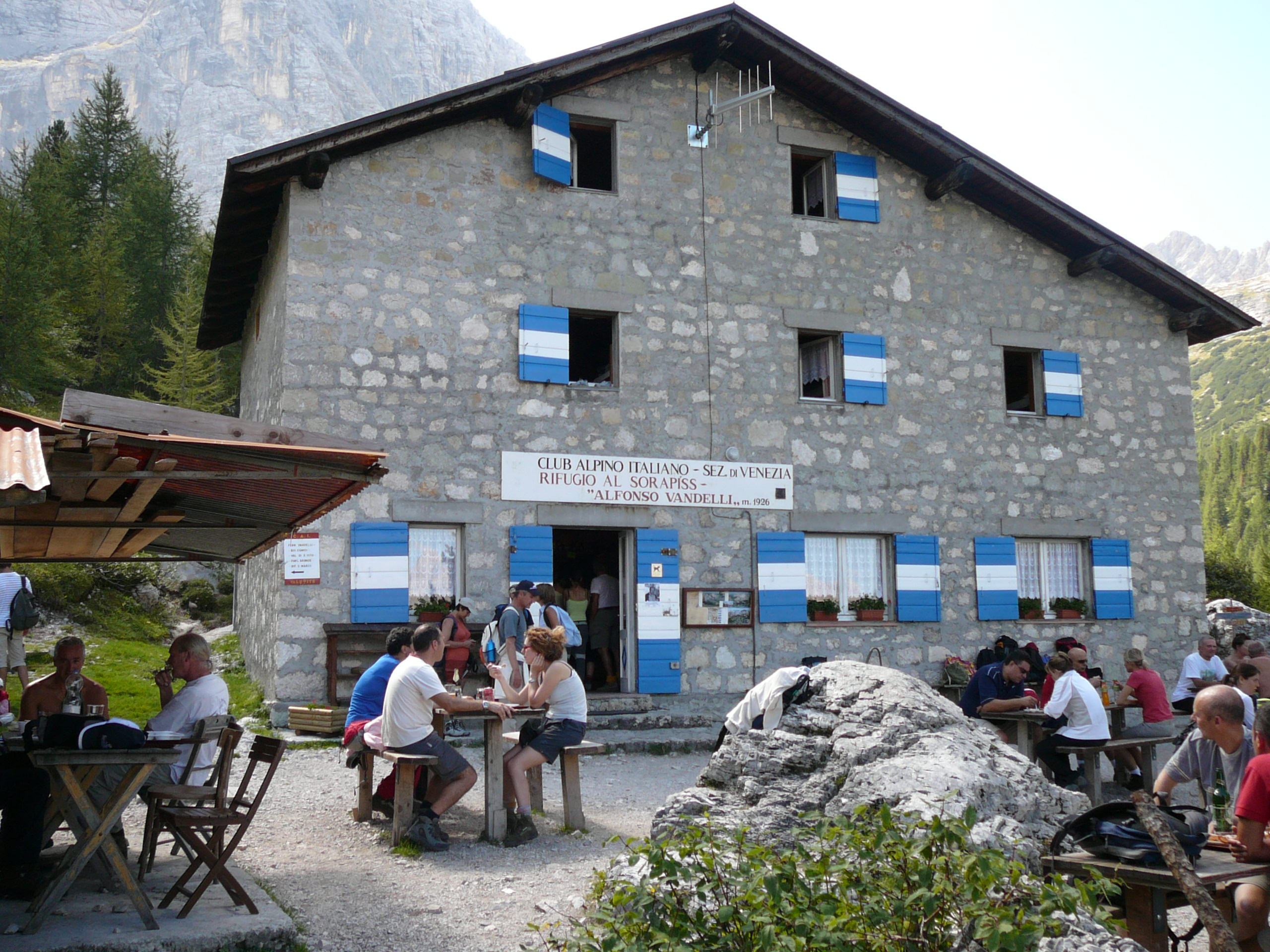
Rifugio Vandelli

Questo tragitto si percorre in 5 ore, con un dislivello in salita di 370 m e in discesa di 890 m.
Dal rifugio Vallandro, attraverso una strada militare (n 34) in 30 minuti si arriva alla sella di monte Specie (2200 m).
Dalla sella si discende verso nord, entrando nella val Chiara, attraversando le pendici del monte Specie; qui poi si attraversa una galleria della prima guerra mondiale. Si scende quindi fino ad incontrare la strada statale 51 di Alemagna presso l'hotel Cime di Lavaredo (1406 m). Ottima panoramica sulle Tre Cime di Lavaredo (fin qui 3 ore di cammino).
Da qui si raggiunge in due km la località di Carbonin, attraverso il vecchio percorso della ferrovia delle Dolomiti. Si passa quindi accanto al lago di Landro, fin qui 4 ore.
Da qui si devono percorrere 15 km, in macchina o con i mezzi pubblici, per spostarsi da Carbonin al lago di Misurina (1756 m), e quindi il passo Tre Croci, 1808 metri. Alternativamente esistono alcune varianti che attraversano il monte Cristallo (variante II).
A est del passo, si prende il sentiero 215, camminando lungo le pendici delle cime di Marcuoira. Anche attraverso l'uso di normali scale metalliche, si prende un sentiero che raggiunge il rifugio Alfonso Vandelli, a 1.928 m, vicino al lago di Sorapiss. Fin qui 5 ore. Se invece del tratto con mezzi pubblici o macchine, si percorre quel tratto a piedi, la durata aumenta a 9 ore.

### Giorno 3. Rifugio Vandelli - San Vito di Cadore

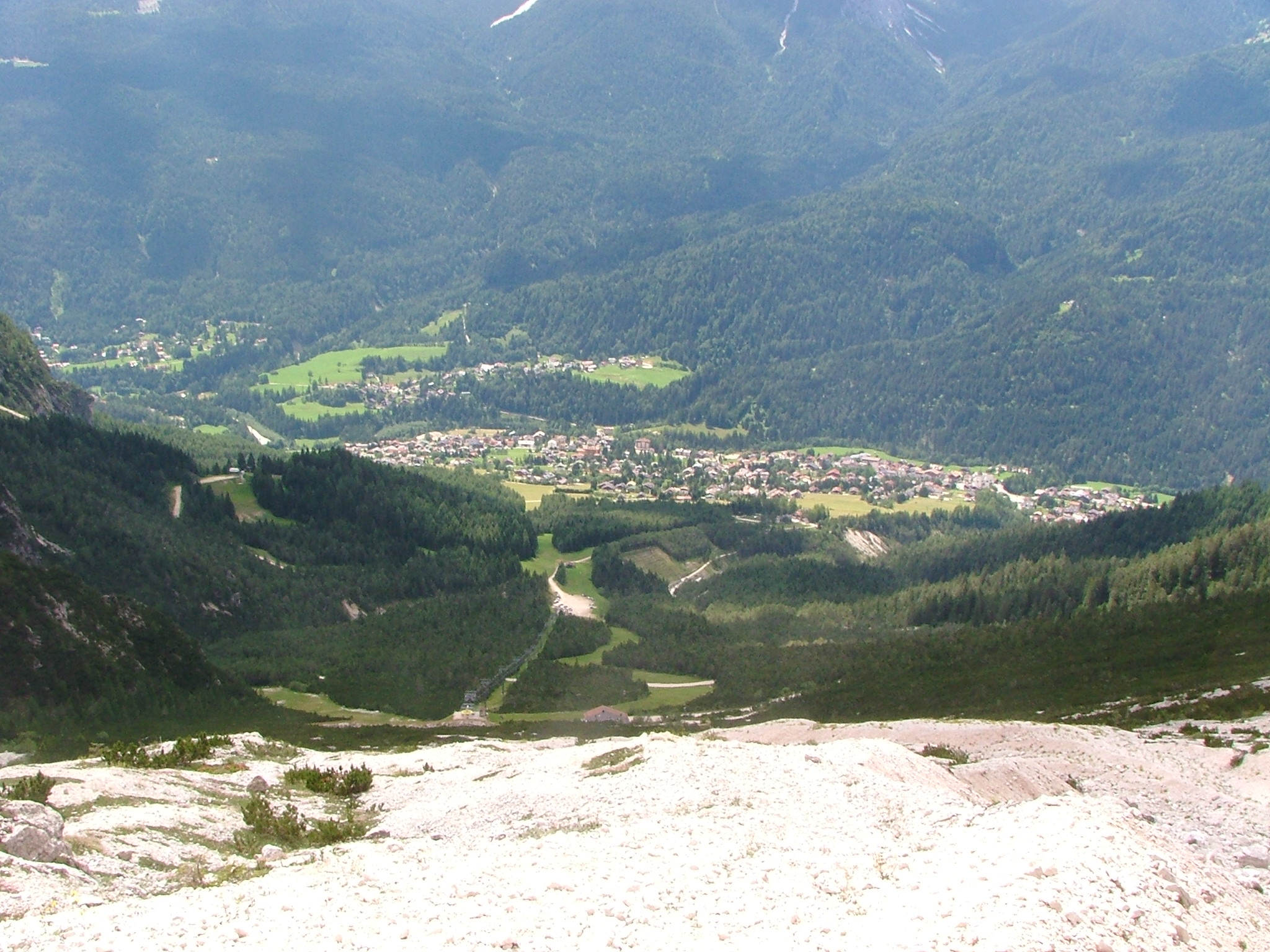
San Vito di Cadore

Questo tragitto si percorre in 7 ore, con un dislivello in salita di 600 m e in discesa di 1505 m.
Dal rifugio Vandelli si prende il sentiero n. 215 (da dove si è giunti il giorno prima), e si prende il bivio col sentiero 216, che si arrampica verso le cime Ciadin del Loudo. Qui si devono attraversare alcune cenge esposte; poi si prende il sentiero 223, che raggiunge la forcella Ciadìn del Lòudo, (2.378 m), il punto più alto dell'alta via. Qui il sentiero sale ancora e segue la cresta del monte Ciasadio. Si passano così gli impianti sciistici di Faloria, scendendo un po' verso il rifugio Capanna Tondi. Da qui si continua verso ovest, sino a unl bivio dove si trova un altro impianto di risalita. Qui si prende il sentiero 214, che si porta nella Val Orita. Dal vallone si scende nella val Boite, che porta a Zuel (1170 m), una frazione di Cortina d'Ampezzo. qui si può raggiungere San Vito di Cadore coi mezzi pubblici, o a piedi, seguendo il sentiero 426.

### Giorno 4. San Vito di Cadore - Rifugio Venezia

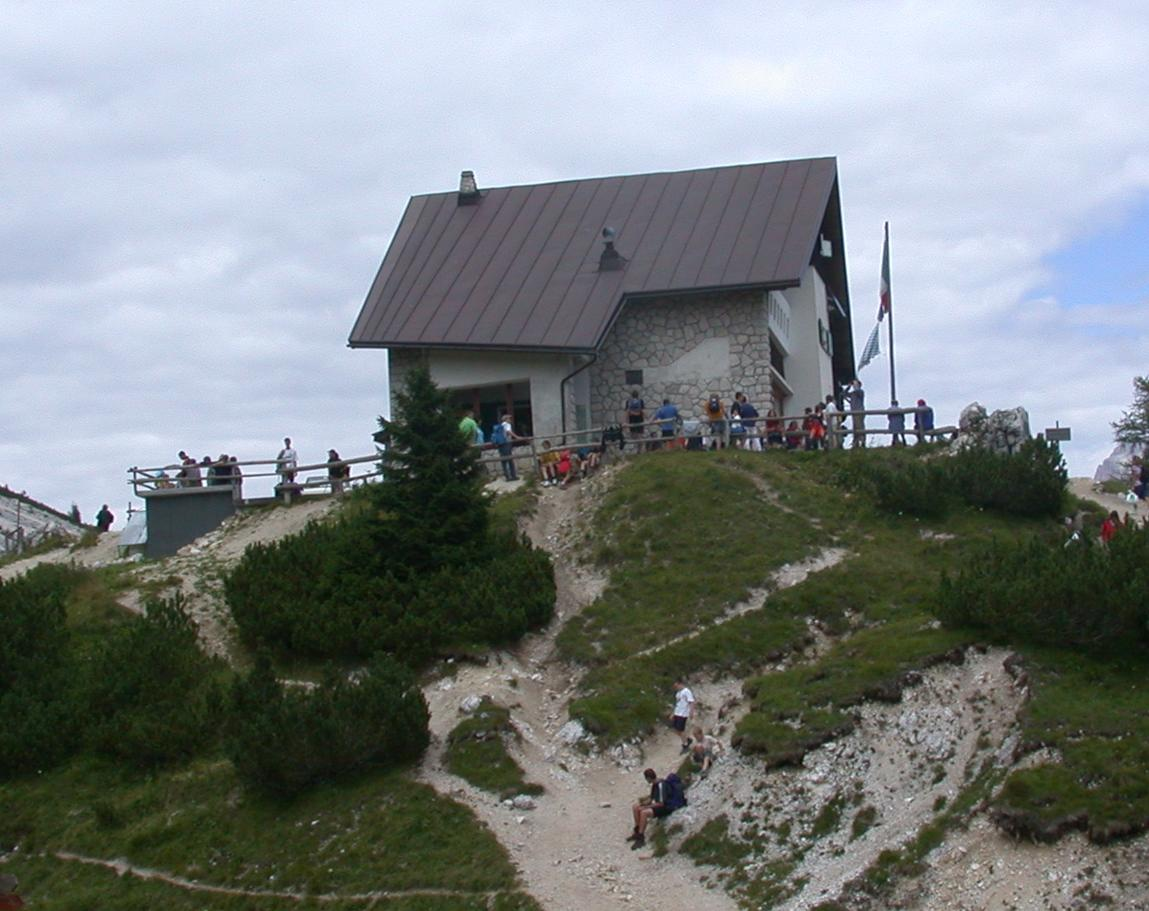
Rifugio Venezia

Questo tragitto si percorre in 3-4 ore, con un dislivello in salita di 990 m e in discesa di 55 m.
Qui si inizia ad entrare nel territorio del monte Pelmo 3168 m; questa è tuttavia una tappa abbastanza semplice.
Da San Vito di Cadore si segue il torrente Boite, dove al ponte di Serdes, si risale il sentiero 470. Si passa quindi vicino alla grotta della Madonna.
A quota 1204 m, si trova un bivio che costeggiando il Ru Tiera si giunge quindi al rifugio Venezia “Alba Maria De Luca”, 1946 metri.

### Giorno 5. Rifugio Venezia - Rifugio Remauro - Forcella Cibiana

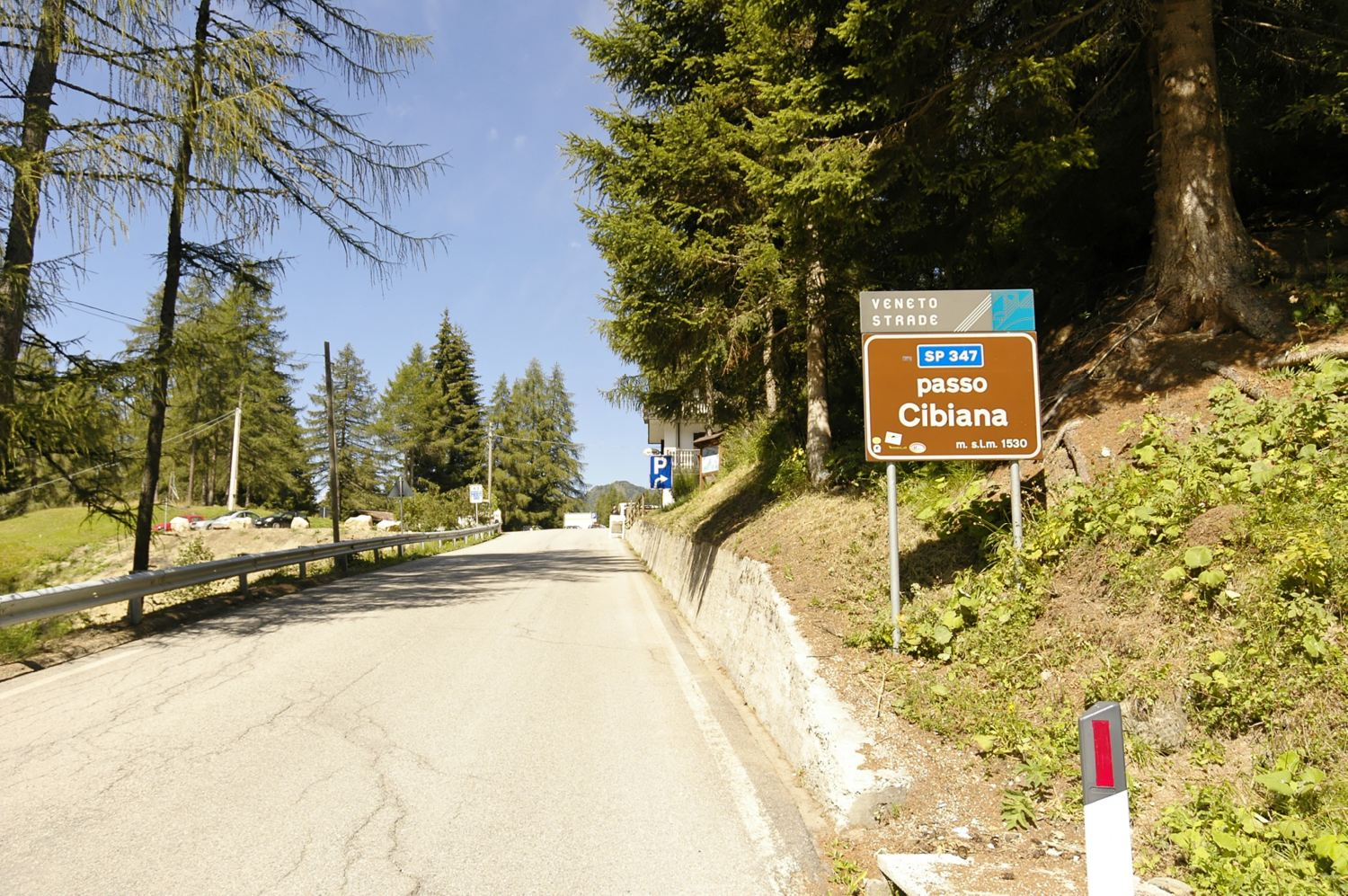
Passo Cibiana

Questo tragitto si percorre in 6 ore, con un dislivello in salita di 500 m e in discesa di 900 m.
Dal rifugio Venezia si prende il sentiero 471. Dopo di che il sentiero 475, aggira il monte Penna, raggiungendo la forcella Colonel de la Stanga, a 1860 metri. Qui si incontra un bivio, si prende inizialmente il 493 giungendo alla forcella Ciandolada, 1565 m. Poi si prende il sentiero 456 che porta al rifugio “Gianpietro Talamini”, 1582 m. Fin qui 3 ore di cammino.
Da qui con il sentiero 494, si attraversano le pendici del Col Duro, risalendo quindi la forcella di Val Inferna, 1748 m. Da qui si prosegue verso est sul sentiero 478 (l'Anello Zoldano) che risale il monte Pera e arriva alla forcella Deona 2053 m. Qui si incontra una rotabile che si segue verso est, raggiungendo la cima del monte Rite, 2183 m. 5 ore dall'inizio. qui si trova il Messner Mountain Museum delle nuvole.
Per raggiungere la sottostante forcella Cibiana si può usare il bus navetta o scendere la mulattiera n 479, fino alla Forcella, 1530 metri.

### Giorno 6. Rifugio Remauro - Forcella Cibiana - Rifugio Bosconero

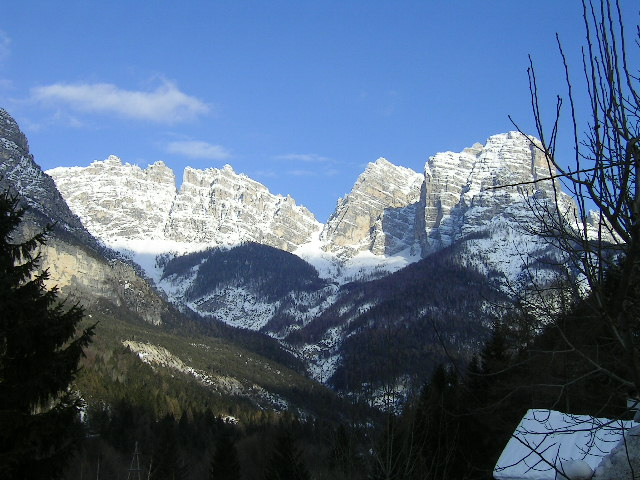
Sasso di Bosconero

Questo tragitto si percorre in 3-4 ore, con un dislivello in salita di 460 m e in discesa di 540 m.
Dal rifugio Remauro sulla Forcella Cibiana, posta a 1530 m, si prende un sentiero (483) che in direzione sud dopo un po' sale e passa la Casera Copada (1692 m); a quota 1873 m si sale riseguendo il sentiero 485-482, arrivando alla forcella de le Ciavazòle (1994 m). Fin qui un'ora e mezza.
Da qui si discende il versante opposto, dentro un canalone de La Grava, arrivando nella valle Bosconero. Qui si lascia il sentiero 482, e si prende il 485, che arriva al rifugio Bosconero, 1457 m.

### Giorno 7. Rifugio Bosconero - Viàz de le Pónte - Bivacco Tovanella
Questo tragitto si percorre in 5 ore, con un dislivello in salita di 1040 m e in discesa di 820 m.
Dal rifugio Bosconero si prende il sentiero 490 che prende il canalone che affianca il Sasso di Bosconero, arrivando alla forcella de la Toanèlla (2150 m). Qui si scende in Val Tovanella, e poi sul Viaz de le Pónte. Qui si oltrepassa il Col de la Busa, la forcella del Viàz de le Pónte, 1909 m, scendendo infine attraverso un canalone.
Da qui, rimanendo in quota, ed infine raggiungendo una cresta, si sale verso la Porta de la Serra, a 2050 m. Qui si trovano due medaglioni in bronzo, dello scultore bellunese Massimo Facchin, che raffigurano Mario Brovelli e Bruno Tolot, due degli artefici di quest'alta via. Poi si scende sempre con il sentiero 482, raggiungendo il pascolo del Teaz de Laresèi, 1834 m. Da qui seguendo una mulattiera si arriva al Bivacco “Osvaldo Tovanella” a Casera Pezzei, 1688 m.

### Giorno 8. Bivacco Tovanella - Longarone

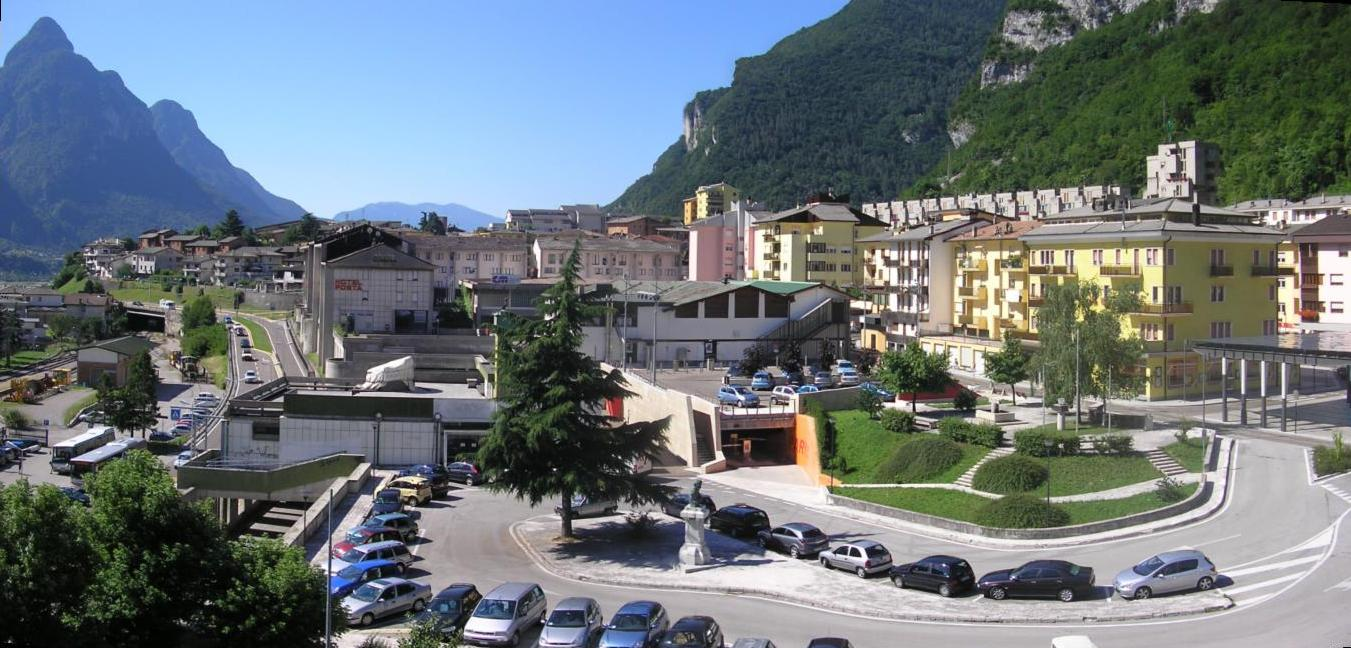
Longarone

Questo tragitto si percorre in 3 ore, con un dislivello in salita di 150 m e in discesa di 1365 m.
Dal bivacco si prende il sentiero 482, raggiungendo la Costa del Dou, a 1840 m di quota. Ora, procedendo verso est, si passa vicino alla Casera Colon, 1746 m. Sempre verso est, si prosegue, fino a poi scendere a sud est, passando il Col da Luni, 1383 m, e il Pian da Costa. Poco prima di Col da Lol, a 1144 m, sulla sinistra si prende una mulattiera che porta a Podenzoi.
Per arrivare a Longarone si può procedere con un fortunato passaggio in automobile, oppure esiste un sentierino che taglia la strada e discende sino alla città.